# Candido di Fulda
Candido di Fulda (in latino: Candido Fuldensis; in germanico: Candido Bruun o anche Brun; 777 – 845) è stato un religioso, poeta, pittore decoratore, biografo e illiminatore tedesco dell'Ordine di san Benedetto.
Alcuni dei suoi scritti sono stati riattribuiti a Candido Wizo, discepolo di Alcuino.

## Biografia
Dopo aver completato gli studi dall'817 all'822 con il grammatico Egil, abate di Fulda, l'abate Ratger lo inviò alla corte di Carlomagno, affidandolo alle cure del suo biografo Eginardo.
Quando fu nominato abate Rabano Mauro, maestro di Lupo Servato, Candido Bruun gli succedette come capo della schola del monastero. L'austerità e il rigore morale imposto dall'abate Ratgar suscitarono la protesta interna di Egilio e il fallito tentativo di mediazione di Candido, che si conclusero con la deposizione dell'abate da parte dell'imperatore Ludovico il Pio e con la nomina di due legati che restarono in carica per un anno. Allo scadere di tale periodo, Egilio fu eletto abate e Candido ne curò la biografia.
Nella Vita Aegili affermò di aver realizzato le decorazioni dell'abside nella quale intorno all'819 furono traslate le spoglie mortali di San Bonifacio, l'evangelizzatore della Germania, e una parte raffigurante un suo viaggio in Egitto.

Fulda è la città dove Carlomagno aveva sottoscritto nel 747 il capitolare per la ricostituzione delle scuole monastiche e delle scuole cattedrali in tutto l'impero carolingio.

## Opere
La studiosa Christine Ineichen-Eder ha attribuito a Candido-Wizo la paternità dei Dicta de imagine mundi o Dicta de imagine Dei, una raccolta di dodici aforismi che si contraddistingue per l'uso frequente del sillogismo, applicato alle dottrine di sant'Agostino, ponendosi comunque l'opera in stretta correlazione con la Scolastica. Uno di questi aforismi presenta la prima dimostrazione dell'esistenza di Dio esposta durante il Medioevo, il cui contenuto è sorprendentemente simile all'argomento ontologico di sant'Anselmo da Aosta.
Candido distingue una gerarchia di esseri in ordine crescente di perfezione: ciò che è, ciò che vive, ciò che si conosce. Poiché l'uomo si conosce come migliore e più potente del resto, ma non come onnipotente, deve ammettere fuori di sé l'esistenza di un essere onnipotente che è Dio.
Gli scritti di Candido, in parte riattribuiti, per la rimanente parte sono andati perduti, ad eccezione della Vita Aegili, una biografia in prosa e in versi che fu dedicata al suo maestro spirituale. Fra gli scritti non pervenuti, è nota una biografia di Baugulf, abate di Fulda dal 789 all'802. I risultati della ricerca sono stati riesaminati criticamente dallo psicologo e filologo tedesco Gereon Becht-Jördens.

### Dicta Candidi
La prima edizione del Dicta Candidi è a cura di Hauréau (1872); esiste anche un'edizione critica di una parte di esso, curata da Richter (1890). Una edizione piè recente è quella pubblica in appendice a Marenbon (1981). Candido Wizo, da non confondersi con Candidus Bruun di Fulda, è l'autore di una Exposition Passionis D.N.J. Chr. e di una missiva inerente alla questione  Quod Christus dominus noster, in quantum homo fuit, cum hic mortalis inter mortales viveret, Deum videre potuisset.